# Spirodela sichuanensis
Spirodela sichuanensis är en kallaväxtart som beskrevs av M.G.Liu och K.M.Xie. Spirodela sichuanensis ingår i släktet storandmatssläktet, och familjen kallaväxter. Inga underarter finns listade.